# Promoball Volleyball Flero 2013-2014
Questa voce raccoglie le informazioni riguardanti il Promoball Volleyball Flero nelle competizioni ufficiali della stagione 2013-2014.

## Stagione
La stagione 2013-14 è per il Promoball Volleyball Flero, sponsorizzato da Metalleghe e Sanitars, la seconda consecutiva in Serie A2: la squadra inoltre cambia sede di gioco spostandosi da Mazzano e Montichiari, città che compare anche nella denominazione sponsorizzata. In panchina viene confermato Leonardo Barbieri, mentre la rosa è quasi interamente modificata, con gli arrivi di Ludovica Dalia, Laura Saccomani, Anna Kajalina, Lulama Musti De Gennaro e Flore Gravesteijn, quest'ultima arriva a campionato in corso, poco dopo Alessandra Guatelli; tra le partenze quelle di Elena Koleva e Monika Kučerová, invece tra le conferme quella di Sara Alberti, Serena Milani e Natalia Serena.
Il campionato si apre con una vittoria contro la Pallavolo Scandicci, mentre la prima sconfitta arriva nella giornata successiva ad opera della Beng Rovigo Volley: per tutto il resto del girone di andata, la squadra di Flero è sempre vittoriosa, eccetto all'ultima giornata, quando subisce uno stop contro l'Azzurra Volley San Casciano, chiudendo al primo posto in classifica. Il girone di ritorno invece si inizia con una sconfitta, a cui fanno seguito otto successi consecutivi, prima di cadere per mano della Pro Victoria al tie-break: la vittoria nell'ultima giornata contro la diretta concorrente, ossia la squadra di San Casciano in Val di Pesa, sancisce il primo posto in classifica e la promozione in Serie A1.
Tutte le squadre partecipanti alla Serie A2 2013-14 sono di diritto qualificate alla Coppa Italia di categoria; il Promoball Volleyball Flero, supera negli ottavi di finale, con un doppio 3-0, il Neruda Volley, mentre nei quarti di finale, una nuova doppia vittoria, elimina la Pallavolo Scandicci: l'accesso alla finale è consentito grazie alla vittoria sul club di Monza; tuttavia l'ultimo atto della competizione porta una sconfitta, arrivata al tie-break, contro l'Azzurra Volley San Casciano.

## Organigramma societario
Area direttiva
- Presidente: Giuseppe Zampedri
- Presidente onorario: Guido Dusi
- Vicepresidente: Costanzo Lorenzotti
- Consigliere: Franco Zampedri, Fulvio Chiesa, Adriano Francio, Roberto Canobbio, Mauro Dal Zoppo, Gianluca Zampedri
- Segreteria generale: Gianluca Zampedri, Franca Ventura, Giuseppe Zampedri

Area organizzativa
- General manager: Franco Zampedri
- Direttore sportivo: Gianluca Zampedri
- Dirigente: Fulvio Chiesa, Roberto Canobio, Francesco Casanova
- Responsabile enti locali: Franco Zampedri
- Responsabile scuole: Giuseppe Zampedri
- Responsabile arbitri: Roberto Canobbio
- Responsabile palazzetto: Fulvio Chiesa, Francesco Casanova, Gianfranco Pelati, Maurizio Lonardini, Luciano Marca, Roberto Canobbio
- Responsabile materiale tecnico: Gianfranco Pelati, Nella Mensi

Area tecnica
- Allenatore: Leonardo Barbieri
- Allenatore in seconda: Paolo Scotolo
- Scout man: Gottardo Buffoli
- Responsabile settore giovanile: Mauro Dal Zoppo, Adriano Francio

Area comunicazione
- Ufficio stampa: Lorena Turelli
- Webmaster: Adriano Francio, Cristian Cavalli, Manuel Cavalli
- Speaker: Giampietro Mazzotti, Federico Ferrara
- Fotografo: Margherita Zacchi, Adriano Francio, Fulvio Chiesa, Miriam Maghini

Area marketing
- Ufficio marketing: Franco Zampedri, Giuseppe Zampedri, Gianluca Zampedri, Fabio Fanelli, Claudio Chiesa, Samuele Zambon
- Biglietteria: Franca Ventura, Franco Zampedri, Laura Francio, Nella Mensi

Area sanitaria
- Medico: Pier Francesco Bettinsoli
- Preparatore atletico: Paolo Scotoli
- Fisioterapista: Roberto Foppoli

## Rosa
| N° | Nome                    | Ruolo | Data di nascita   | Nazionalità sportiva |
| -- | ----------------------- | ----- | ----------------- | -------------------- |
| 1  | Alessandra Guatelli     | S     | 19 maggio 1983    | Italia               |
| 2  | Sofia Rebora            | C     | 23 febbraio 1993  | Italia               |
| 3  | Ludovica Dalia          | P     | 25 settembre 1984 | Italia               |
| 4  | Carlotta Zanotto        | S     | 1º luglio 1993    | Italia               |
| 5  | Lulama Musti De Gennaro | C     | 21 gennaio 1983   | Italia               |
| 6  | Elena Portalupi         | L     | 16 giugno 1987    | Italia               |
| 8  | Sara Alberti            | C     | 30 gennaio 1993   | Italia               |
| 10 | Laura Saccomani         | S     | 8 ottobre 1991    | Italia               |
| 12 | Stefania Corna          | P     | 5 novembre 1990   | Italia               |
| 12 | Flore Gravesteijn       | S/O   | 26 aprile 1987    | Paesi Bassi          |
| 13 | Patrizia Zampedri       | L     | 13 marzo 1993     | Italia               |
| 14 | Serena Milani           | P     | 25 gennaio 1996   | Italia               |
| 15 | Anna Kajalina           | S/O   | 8 marzo 1991      | Estonia              |
| 18 | Natalia Serena          | S     | 10 novembre 1981  | Italia               |

## Mercato
| Acquisti | Acquisti                | Acquisti       | Acquisti   |
| R.       | Nome                    | da             | Modalità   |
| -------- | ----------------------- | -------------- | ---------- |
| P        | Stefania Corna          | Casalmaggiore  | definitivo |
| P        | Ludovica Dalia          | Cuatto Giaveno | definitivo |
| S/O      | Flore Gravesteijn       | Fischbek       | definitivo |
| S        | Alessandra Guatelli     | Forlì          | definitivo |
| S/O      | Anna Kajalina           | Villanterio    | definitivo |
| C        | Lulama Musti De Gennaro | Volleyrò       | definitivo |
| L        | Elena Portalupi         | Villanterio    | definitivo |
| C        | Sofia Rebora            | Collecchio     | definitivo |
| S        | Laura Saccomani         | Cuatto Giaveno | definitivo |
| S        | Carlotta Zanotto        | Imoco          | definitivo |

| Cessioni | Cessioni            | Cessioni           | Cessioni   |
| R.       | Nome                | a                  | Modalità   |
| -------- | ------------------- | ------------------ | ---------- |
| L        | Silvia Agostino     | Chieri '76 Carol's | definitivo |
| P        | Barbara Bacciottini | Savino Del Bene    | definitivo |
| S        | Leila Bottaini      | Chieri '76 Carol's | definitivo |
| S        | Sara Ceron          | Neruda             | definitivo |
| P        | Stefania Corna      | Savino Del Bene    | definitivo |
| C        | Federica Garbet     | Pro Victoria       | definitivo |
| S/O      | Elena Koleva        | San Casciano       | definitivo |
| S        | Monika Kučerová     | Īraklīs Kīfisias   | definitivo |
| S        | Alice Martini       | Trentino Rosa      | definitivo |
| P        | Giorgia Vingaretti  | San Casciano       | definitivo |
| S        | Elena Zanola        | ?                  | definitivo |

## Risultati

### Serie A2

#### Girone di andata
| 1ª giornata - 20 ottobre 2013 PalaGeorge, Montichiari               | Flero        | 3 - 0 | Savino Del Bene | 30-28, 25-9, 25-22               |
| 2ª giornata - 27 ottobre 2013 Palazzetto dello Sport, Rovigo        | Beng Rovigo  | 3 - 0 | Flero           | 27-25, 25-23, 25-21              |
| 3ª giornata - 3 novembre 2013 PalaGeorge, Montichiari               | Flero        | 3 - 0 | Cadelbosco      | 25-19, 25-20, 25-22              |
| 4ª giornata - 24 novembre 2013 PalaCampagnola, Schio                | Towers       | 0 - 3 | Flero           | 23-25, 16-25, 15-25              |
| 5ª giornata - 1º dicembre 2013 PalaPozzillo, Sala Consilina         | Antares      | 1 - 3 | Flero           | 25-20, 22-25, 17-25, 20-25       |
| 6ª giornata - 8 dicembre 2013 PalaGeorge, Montichiari               | Flero        | 3 - 0 | Soverato        | 25-18, 25-21, 25-14              |
| 7ª giornata - 15 dicembre 2013 PalaPuca, Sant'Antimo                | New Libertas | 1 - 3 | Flero           | 24-26, 25-22, 20-25, 15-25       |
| 8ª giornata - 22 dicembre 2013 PalaGeorge, Montichiari              | Flero        | 3 - 1 | Neruda          | 25-20, 17-25, 25-17, 25-21       |
| 9ª giornata - 26 dicembre 2013 PalaRavizza, Pavia                   | Pavia        | 2 - 3 | Flero           | 25-13, 22-25, 25-17, 22-25, 7-15 |
| 10ª giornata - 6 gennaio 2014 PalaGeorge, Montichiari               | Flero        | 3 - 1 | Pro Victoria    | 25-20, 23-25, 25-23, 27-25       |
| 11ª giornata - 12 gennaio 2014 Palazzetto dello Sport, San Casciano | San Casciano | 3 - 1 | Flero           | 26-24, 25-21, 21-25, 25-22       |

#### Girone di ritorno
| 12ª giornata - 26 gennaio 2014 Palazzetto dello Sport, Scandicci | Savino Del Bene | 3 - 0 | Flero        | 25-22, 25-22, 25-23               |
| 13ª giornata - 2 febbraio 2014 PalaGeorge, Montichiari           | Flero           | 3 - 0 | Beng Rovigo  | 25-21, 25-16, 25-18               |
| 14ª giornata - 9 febbraio 2014 PalaRivalta, Reggio nell'Emilia   | Cadelbosco      | 0 - 3 | Flero        | 16-25, 22-25, 18-25               |
| 15ª giornata - 15 febbraio 2014 PalaGeorge, Montichiari          | Flero           | 3 - 0 | Towers       | 25-16, 25-14, 25-16               |
| 16ª giornata - 2 marzo 2014 PalaGeorge, Montichiari              | Flero           | 3 - 0 | Antares      | 25-9, 25-16, 26-24                |
| 17ª giornata - 9 marzo 2014 PalaScoppa, Soverato                 | Soverato        | 0 - 3 | Flero        | 18-25, 16-25, 21-25               |
| 18ª giornata - 16 marzo 2014 PalaGeorge, Montichiari             | Flero           | 3 - 0 | New Libertas | 25-17, 25-15, 25-13               |
| 19ª giornata - 23 marzo 2014 PalaResia, Bolzano                  | Neruda          | 2 - 3 | Flero        | 25-23, 27-25, 18-25, 14-25, 13-15 |
| 20ª giornata - 30 marzo 2014 PalaGeorge, Montichiari             | Flero           | 3 - 1 | Pavia        | 25-23, 22-25, 28-26, 25-22        |
| 21ª giornata - 6 aprile 2014 Palazzetto dello Sport, Monza       | Pro Victoria    | 3 - 2 | Flero        | 13-25, 25-27, 25-16, 25-23, 19-17 |
| 22ª giornata - 13 aprile 2014 PalaGeorge, Montichiari            | Flero           | 3 - 1 | San Casciano | 25-20, 25-14, 19-25, 25-19        |

### Coppa Italia di Serie A2

#### Fase a eliminazione diretta
| Ottavi di finale (andata) - 10 novembre 2013 PalaResia, Bolzano               | Neruda          | 0 - 3 | Flero           | 22-25, 17-25, 27-29               |
| Ottavi di finale (ritorno) - 16 novembre 2013 PalaGeorge, Montichiari         | Flero           | 3 - 0 | Neruda          | 25-11, 25-22, 25-21               |
| Quarti di finale (andata) - 19 gennaio 2014 Palazzetto dello Sport, Scandicci | Savino Del Bene | 2 - 3 | Flero           | 21-25, 25-21, 25-20, 18-25, 10-15 |
| Quarti di finale (ritorno) - 22 gennaio 2014 PalaGeorge, Montichiari          | Flero           | 3 - 0 | Savino Del Bene | 25-20, 25-17, 25-17               |
| Semifinali (andata) - 29 gennaio 2014 Palazzetto dello Sport, Monza           | Pro Victoria    | 0 - 3 | Flero           | 21-25, 16-25, 18-25               |
| Semifinali (ritorno) - 5 febbraio 2014 PalaGeorge, Montichiari                | Flero           | 3 - 2 | Pro Victoria    | 25-16, 13-25, 24-26, 25-21, 15-10 |
| Finale - 23 febbraio 2014 PalaVerde, Villorba                                 | Flero           | 2 - 3 | San Casciano    | 20-25, 25-17, 21-25, 25-15, 11-15 |

## Statistiche

### Statistiche di squadra
| Competizione             | Punti | In casa | In casa | In casa | In trasferta | In trasferta | In trasferta | Totale | Totale | Totale |
| Competizione             | Punti | G       | V       | P       | G            | V            | P            | G      | V      | P      |
| ------------------------ | ----- | ------- | ------- | ------- | ------------ | ------------ | ------------ | ------ | ------ | ------ |
| Serie A2                 | 53    | 11      | 11      | 0       | 11           | 7            | 4            | 22     | 18     | 4      |
| Coppa Italia di Serie A2 | -     | 3       | 3       | 0       | 3            | 3            | 0            | 7      | 6      | 1      |
| Totale                   | -     | 14      | 14      | 0       | 14           | 10           | 4            | 29     | 24     | 5      |

G = partite giocate; V = partite vinte; P = partite perse

### Statistiche dei giocatori
| Giocatore           | Serie A2 | Serie A2 | Serie A2 | Serie A2 | Serie A2 | Coppa Italia di Serie A2 | Coppa Italia di Serie A2 | Coppa Italia di Serie A2 | Coppa Italia di Serie A2 | Coppa Italia di Serie A2 | Totale | Totale | Totale | Totale | Totale |
| Giocatore           | P        | PT       | AV       | MV       | BV       | P                        | PT                       | AV                       | MV                       | BV                       | P      | PT     | AV     | MV     | BV     |
| ------------------- | -------- | -------- | -------- | -------- | -------- | ------------------------ | ------------------------ | ------------------------ | ------------------------ | ------------------------ | ------ | ------ | ------ | ------ | ------ |
| S. Alberti          | 20       | 182      | ?        | ?        | ?        | 6                        | 56                       | 33                       | 18                       | 5                        | 26     | 238    | ?      | ?      | ?      |
| S. Corna            | -        | -        | -        | -        | -        | -                        | -                        | -                        | -                        | -                        | -      | -      | -      | -      | -      |
| L. Dalia            | 22       | 51       | ?        | ?        | ?        | 7                        | 19                       | 8                        | 10                       | 1                        | 29     | 70     | ?      | ?      | ?      |
| F. Gravesteijn      | 11       | 129      | ?        | ?        | ?        | 5                        | 59                       | 47                       | 7                        | 5                        | 16     | 188    | ?      | ?      | ?      |
| A. Guatelli         | 11       | 133      | ?        | ?        | ?        | 4                        | 50                       | 46                       | 2                        | 2                        | 15     | 183    | ?      | ?      | ?      |
| A. Kajalina         | 4        | 31       | ?        | ?        | ?        | 0                        | 0                        | 0                        | 0                        | 0                        | 4      | 31     | ?      | ?      | ?      |
| S. Milani           | 5        | 0        | 0        | 0        | 0        | 4                        | 3                        | 1                        | 1                        | 1                        | 9      | 3      | 1      | 1      | 1      |
| L. Musti De Gennaro | 22       | 236      | ?        | ?        | ?        | 7                        | 69                       | 53                       | 13                       | 3                        | 29     | 305    | ?      | ?      | ?      |
| E. Portalupi        | 22       | 2        | ?        | ?        | ?        | 7                        | -                        | -                        | -                        | -                        | 29     | 2      | -      | -      | -      |
| S. Rebora           | 18       | 102      | ?        | ?        | ?        | 6                        | 29                       | 20                       | 8                        | 1                        | 24     | 131    | ?      | ?      | ?      |
| L. Saccomani        | 22       | 318      | ?        | ?        | ?        | 7                        | 84                       | 57                       | 26                       | 1                        | 29     | 402    | ?      | ?      | ?      |
| N. Serena           | 10       | 132      | ?        | ?        | ?        | 2                        | 28                       | 26                       | 1                        | 1                        | 12     | 160    | ?      | ?      | ?      |
| P. Zampedri         | 18       | -        | -        | -        | -        | 7                        | -                        | -                        | -                        | -                        | 25     | -      | -      | -      | -      |
| C. Zanotto          | 15       | 83       | ?        | ?        | ?        | 5                        | 40                       | 35                       | 5                        | 0                        | 20     | 123    | ?      | ?      | ?      |

P = presenze; PT = punti totali; AV = attacchi vincenti; MV = muri vincenti; BV = battute vincenti